# NBA Summer League 2005
Navigation
2004 2006
La NBA Summer League 2005 était une ligue de basket-ball professionnelle dirigée par la NBA juste après la draft de la NBA 2005. Elle s'est déroulée à Salt Lake City, dans l'Utah, du 15 au 22 juillet et à Las Vegas, au Nevada, du 6 au 15 juillet 2005.

## Salt Lake City Summer League

### Équipes
- Hawks d'Atlanta
- Bobcats de Charlotte
- Mavericks de Dallas
- Spurs de San Antonio
- SuperSonics de Seattle
- Jazz de l'Utah

### Matchs

#### 15 juillet
Charlotte bat Seattle, 82-64
Utah bat Atlanta, 80-72

#### 16 juillet
Atlanta bat Dallas, 88-76
Utah bat Charlotte, 73-69
San Antonio bat Seattle, 74-72

#### 18 juillet
Charlotte bat Dallas, 85-79
Seattle bat Utah, 80-62
San Antonio bat Atlanta, 79-71

#### 19 juillet
Seattle bat Atlanta, 78-74
Charlotte bat San Antonio, 84-62
Dallas bat Utah, 83-74

#### 21 juillet
Charlotte bat Seattle, 87-79
Atlanta bat Utah, 90-63
San Antonio bat Dallas, 79-67

#### 22 juillet
Atlanta bat Charlotte, 105-99
Utah bat San Antonio, 80-75
Seattle bat Dallas, 83-72

### Classement
| # | Équipe                 | Victoires | Défaites | PCT   |
| - | ---------------------- | --------- | -------- | ----- |
| 1 | Bobcats de Charlotte   | 4         | 2        | 66,7% |
| 2 | Spurs de San Antonio   | 3         | 2        | 60,0% |
| 3 | Hawks d'Atlanta        | 3         | 3        | 50,0% |
| 4 | SuperSonics de Seattle | 3         | 3        | 50,0% |
| 5 | Jazz de l'Utah         | 3         | 3        | 50,0% |
| 6 | Mavericks de Dallas    | 1         | 4        | 20,0% |

## NBA Summer League

### Équipes
- Celtics de Boston
- Bulls de Chicago
- Cavaliers de Cleveland
- Mavericks de Dallas
- Nuggets de Denver
- Pistons de Détroit
- Warriors de Golden State
- Clippers de Los Angeles
- Nets du New Jersey
- Pelicans de La Nouvelle-Orléans
- Knicks de New York
- Magic d'Orlando
- Suns de Phoenix
- Trail Blazers de Portland
- Kings de Sacramento
- Wizards de Washington

#### 6 juillet
Portland bat New York, 93-89
Chicago bat Washington, 83-79
Dallas bat New Jersey, 89-66
Phoenix bat Sacramento, 81-75

#### 7 juillet
New York bat Orlando, 90-87
Denver bat New Jersey, 89-65
Cleveland bat New Orleans, 76-73
Boston bat Los Angeles, 76-59

#### 8 juillet
Orlando bat Chicago, 89-85
Portland bat Golden State, 90-74
Phoenix bat Détroit, 70-64
Washington bat New Orleans, 86-84
Boston bat Dallas, 77-73

#### 9 juillet
Sacramento bat New Jersey, 71-60
Phoenix bat Los Angeles, 74-68
Cleveland bat Golden State, 82-69
Denver bat Détroit, 92-77
New York bat Washington, 80-71

#### 10 juillet
Dallas bat Portland, 82-60
Cleveland bat Denver, 78-55
Chicago bat Sacramento, 72-71
Orlando bat New Orleans, 75-71

#### 11 juillet
Washington bat Golden State, 88-79
Détroit bat Los Angeles, 73-69
Boston bat Phoenix, 82-53
New York bat New Jersey, 86-74

#### 12 juillet
New Orleans bat New Jersey, 84-67
Dallaas bat Orlando, 76-74
Cleveland bat Boston, 71-65
Chicago bat Denver, 84-79

#### 13 juillet
Orlando bat Washington, 73-65
Cleveland bat Portland, 79-74
New York bat Chicago, 79-77
Los Angeles bat Sacramento, 74-68

#### 14 juillet
Boston bat Golden State, 108-89
Détroit bat New Orleans, 87-73
Denver bat Phoenix, 87-79
Portland bat Washington, 90-78

#### 15 juillet
Détroit bat Boston, 73-69
Sacramento bat Dallas, 83-78
Golden State bat Phoenix, 100-76
Cleveland bat Portland, 58-54
Los Angeles bat Denver, 94-78

### Classement
| #  | Équipe                          | Victoires | Défaites | PCT   |
| -- | ------------------------------- | --------- | -------- | ----- |
| 1  | Cavaliers de Cleveland          | 6         | 0        | 100%  |
| 2  | Knicks de New York              | 4         | 1        | 80,0% |
| 3  | Celtics de Boston               | 4         | 2        | 66,7% |
| 4  | Bulls de Chicago                | 3         | 2        | 60,0% |
| 5  | Mavericks de Dallas             | 3         | 2        | 60,0% |
| 6  | Pistons de Détroit              | 3         | 2        | 60,0% |
| 7  | Magic d'Orlando                 | 3         | 2        | 60,0% |
| 8  | Nuggets de Denver               | 3         | 3        | 50,0% |
| 9  | Suns de Phoenix                 | 3         | 3        | 50,0% |
| 10 | Trail Blazers de Portland       | 3         | 3        | 50,0% |
| 11 | Clippers de Los Angeles         | 2         | 3        | 40,0% |
| 12 | Kings de Sacramento             | 2         | 3        | 40,0% |
| 13 | Wizards de Washington           | 2         | 4        | 33,3% |
| 14 | Warriors de Golden State        | 1         | 4        | 20,0% |
| 15 | Pelicans de La Nouvelle-Orléans | 1         | 4        | 20,0% |
| 16 | Nets du New Jersey              | 0         | 5        | 0     |